# 张至发
張至發（1573年—1642年），字对鹄，号宪松，山东济南府淄川县（今属淄博市）人。明朝大臣、內閣首輔。

## 生平
万历二十五年（1597年）丁酉科山東鄉試舉人，萬曆二十九年（1601年）辛丑科进士，三十年授玉田知縣，三十六年調遵化知縣。後授南京礼部主事，三十八年考選，四十年改云南道御史，管太仓银库，四十一年巡视西城，四十二年巡按河南，四十六年正月巡视京通二仓。时齐、楚、浙三党方盛，张至发属齐党，力排东林。万历四十八年（1620年）巡按應天。
天启元年（1621年）二月升大理寺右寺丞。三年十一月称病去職。崇祯元年（1628年）起大理寺左寺丞，本年养病。五年（1632年）擔任顺天府丞、光祿寺卿，遷刑部右侍郎，崇禎八年（1635年）以礼部侍郎兼东阁大学士入內阁参预机务。历太子太保、文渊阁大学士、户部尚书等，崇禎十年（1637年）升任首辅。時受李自成农民军打击，明朝已近灭亡，至發为政维持而已，无大作为，崇禎十一年（1638年）正月，因大力歌頌溫體仁“孤執、不欺”，被日講官吳偉業上〈劾元臣疏〉彈劾，後因內閣中書黃應恩接受贿赂牽連，“回籍調理”，時人譏為“遵旨患病”，崇祯十四年（1641年）重啟詔用，力辞不就。次年卒于家。

## 身后
朝廷追加太子太傅，贈少保。

## 家族
曾祖張全。祖父張曰恭，封礼部主事。父張敬，丁丑進士，礼部主事。張至發有子张泰象。